# Máquina de estado líquido
Uma máquina de estado líquido é uma estrutura computacional semelhante a uma máquina de estado eco, composta de uma rede neural pulsada recorrente seguida de uma estrutura denominada de unidade de leitura que opera sobre os estados da rede neural e gera uma saída. Um exemplo de estrutura que pode ser utilizada como rede de leitura é uma rede neural clássica, como uma perceptron multicamadas.